# Vernonia sylvatica
Vernonia sylvatica là một loài thực vật có hoa trong họ Cúc. Loài này được Dunn miêu tả khoa học đầu tiên năm 1903.